# 华闻大直播
《华闻大直播》（英語：China News Live）是香港凤凰卫视的晚间新闻节目，报道两岸三地和大中华地区的重大事件，以紧盯社会热点话题及突发新闻，深度挖掘、横向比较、追踪报导为宗旨；现时在凤凰卫视资讯台播出，前身為2005年开播的《直播大中華》，2006年改为现名。节目开场口号是「华人情，华人事，欢迎收看《XXXX·华闻大直播》，我是XX（主持人）」。
周一至周五節目完結時會打出與《時事直通車》相同的完整工作人員表，而周六、日則只會打出「主編」、「製作人」及「導播」。
2022年起，此節目的主持由以往的資深主播謝亞芳／楊舒／林秀芹，改為時事直通車新任年輕女主播擔任，並統一於節目完結時打出完整工作人員表。

## 冠名
- 2006年-2007年：白沙
- 2010年：海信
- 2011年上半年-2019年：神威药业
- 2023：赛轮

## 播出时间[1]
- 首播：凤凰卫视资讯台，周一至周五19：00-19：45；周六、日19：00-19：15
凤凰卫视香港台，周一至周五20:28-20:30（以粵語播出直達大灣區環節）
- 重播：凤凰卫视资讯台，周二至周六08：00-08：45；周日、一08：00-08：15 (已取消)

2021年9月26日單日早上因為要報道孟晚舟獲釋回國, 該節早上由重播改為加開一節直播
2022年起此節目不設翌早重播安排，原有時段改播《凤凰早班车》。

## 主要环节
- 焦点追击
- 非常新闻
- 视点关注
- 民生看点
- 财经指南针
- 直达大湾区（香港台以粵語版本獨立播出此節目）

## 节目主播

### 常任主播
- 李亚蒨
- 田桐
- 杨舒
- 黃橙子（《凤凰早班车》、《凤凰午间专列》、《时事直通车》常任主播）

註：常駐主播均為《時事直通車》女主播

### 代班主播
- 全荃
- 郭洋子
- 安东
- 姜声扬
- 万俊

### 前任主播
- 谢亚芳
- 林秀芹
- 杨娟
- 趙情晴
- 陈淑琬
- 刘珊玲